# Fiesta del Asturcón
La Fiesta del Asturcón es una festividad celebrada en el concejo asturiano de Piloña que conmemora la raza equina autóctona de la región: el Asturcón, que estuvo en riesgo de desaparición. Hoy en día se puede encontrar en estado semisalvaje por la zona del Sueve. En 1994 fue declarada Fiesta de Interés Turístico por las autoridades regionales del Principado de Asturias. La fiesta, que se desarrolla en la Majada de Espineres, fue declarada Fiesta de Interés Nacional de España en agosto de 2019.